# Космос-50
Космос-50 (Зенит-2 № 25) — советский разведывательный спутник первого поколения, нёсший на борту аппаратуру для оптической фотосъёмки низкого разрешения. Был запущен 28 октября 1964 года с космодрома «Байконур». Спутник был само-уничтожен на орбите.

## Запуск
Запуск «Космоса-50» состоялся в 10:48 по Гринвичу 28 октября 1964 года. Для вывода спутника на орбиту использовалась ракета-носитель «Восток-2» (серийный номер Р15002-02). Старт был осуществлён с площадки 31/6 космодрома Байконур. После успешного вывода на орбиту спутник получил обозначение «Космос-50», международное обозначение 1964-070A и номер по каталогу спутников 00919.
«Космос-50» эксплуатировался на низкой околоземной орбите. По состоянию на 28 октября 1964 года он имел перигей 190 километров, апогей 230 километров и наклон 51,3° с периодом обращения 88,7 минуты. 5 ноября 1964 года, после восьми дней пребывания на орбите, была предпринята попытка посадить возвращаемый отсек спутника, для изъятия и анализа сделанных с орбиты снимков, но связь со спутником прервалась и контроль был потерян. После этого была отдана команда на самоуничтожение, которое прошло штатно. Были каталогизированы девяносто пять обломков, которые упали с орбиты в период с 8 по 17 ноября.

## Космический аппарат
«Космос-50» соответствовал типу «Зенит-2» и был построен в ОКБ-1 С. П. Королёва (РКК «Энергия») на базе конструкции пилотируемого космического корабля «Восток». Аппарат состоит из сферического возвращаемого отсека диаметром 2,3 метра и массой 2400 кг. Внутри отсека устанавливалась вся специальная аппаратура. Оптические оси смонтированных фотокамер были перпендикулярны продольной оси аппарата. Съёмка осуществлялась через иллюминаторы, расположенные в крышке одного из двух технологических люков большого диаметра. Основной задачей «Космос-50» являлась фоторазведка. Общая масса космического аппарата составляла примерно 4730 кг.